# Eurydice valkanovi
Eurydice valkanovi är en kräftdjursart som beskrevs av Mihai Bacescu 1949. Eurydice valkanovi ingår i släktet Eurydice och familjen Cirolanidae. Inga underarter finns listade i Catalogue of Life.